# Władimir Antipow
Władimir Borisowicz Antipow, ros. Владимир Борисович Антипов (ur. 14 stycznia 1978 w Apatyty) – rosyjski hokeista, reprezentant Rosji.

## Kariera
- Torpedo 2 Jarosław (1993-1999)
- Torpedo Jarosław (1996-1999)
- South Carolina Stingrays (1999)
- St. John’s Maple Leafs (1999-2000)
  -  Long Beach Ice Dogs (2000)
- Łokomotiw Jarosław (2000-2006)
- Saławat Jułajew Ufa (2006-2011)
- Traktor Czelabińsk (2011-2013)
- Siewierstal Czerepowiec (2013)
- CSKA Sofia (2014)

Karierę rozpoczynał w rodzinnej miejscowości. Następnie został zawodnikiem Łokomotiwu Jarosław, którego barwy reprezentował przez wiele sezonów. Od czerwca 2011 zawodnik Traktora Czelabińsk i kapitan tej drużyny. Od lipca 2013 zawodnik Siewierstali Czerepowiec. Był zawodnikiem klubu do końca 2013. W lipcu 2014 miał zakończyć karierę. Od października 2014 zawodnik CSKA Sofia.
Uczestniczył w turniejach mistrzostw Europy juniorów do lat 18: 1996, mistrzostw świata juniorów do lat 20 edycji 1997, 1998, mistrzostw świata w 2002, 2003, 2004, 2005.

## Sukcesy
Reprezentacyjne
- Złoty medal mistrzostw Europy juniorów do lat 18: 1996
- Srebrny medal mistrzostw świata juniorów do lat 20: 1998
- Srebrny medal mistrzostw świata: 2002
- Brązowy medal mistrzostw świata: 2005

Klubowe
- Złoty medal mistrzostw Rosji (5 razy): 1997, 2002, 2003 z Łokomotiwem Jarosław, 2008, 2011 z Saławatem Jułajew Ufa
- Brązowy medal mistrzostw Rosji (5 razy): 1998, 1999, 2005 z Łokomotiwem Jarosław, 2010 z Saławatem Jułajew Ufa, 2012 z Traktorem Czelabińsk
- Srebrny medal mistrzostw Rosji (1 raz): 2013 z Traktorem Czelabińsk
- 2. miejsce w Pucharze Kontynentalnym: 2003 z Łokomotiwem Jarosław
- Puchar Kontynentu: 2010 z Saławatem Jułajew Ufa, 2012 z Traktorem Czelabińsk
- Puchar Gagarina: 2011 z Saławatem Jułajew Ufa
- Puchar Otwarcia: 2008, 2011 z Saławatem Jułajew Ufa

Indywidualne
- Mistrzostwa Europy juniorów do lat 18 w hokeju na lodzie 1996:
  - Piąte miejsce w klasyfikacji kanadyjskiej turnieju: 7 punktów
  - Skład gwiazd turnieju[7]
- Puchar Spenglera 2003: skład gwiazd turnieju
- Sezon KHL (2010/2011):
  - Trzecie miejsce w klasyfikacji strzelców zwycięskich goli w fazie play-off: 3 gole

Rekordy
- Najwięcej złotych medali mistrzostw w ramach rozgrywek Superligi: 4 - 1997, 2002, 2003, 2008 (ex aequo, poza nim Aleksiej Tierieszczenko i Igor Szczadiłow)
- Najwięcej medali mistrzostw Rosji wśród aktywnych graczy: 11 (2013)[8]

Wyróżnienie
- Zasłużony Mistrz Sportu Rosji w hokeju na lodzie: 2002